# Roninmäki
Roninmäki är en kulle i Finland. Den ligger i Jyväskylä och landskapet Mellersta Finland, i den södra delen av landet, 230 km norr om huvudstaden Helsingfors. Toppen på Roninmäki är 225 meter över havet. Roninmäki ligger vid sjön Myllyjärvi.
Terrängen runt Roninmäki är huvudsakligen platt. Runt Roninmäki är det tätbefolkat, med 356 invånare per kvadratkilometer. I omgivningarna runt Roninmäki växer i huvudsak blandskog.